# West Hagbourne
West Hagbourne is een civil parish in het bestuurlijke gebied South Oxfordshire, in het Engelse graafschap Oxfordshire met 259 inwoners.